# Каджар, Али-Кули-Мирза
Персидский Принц Али-Кули-Мирза Каджар (азерб. Əliqulu Mirzə Qacar; 2 мая 1854, Шуша — 1905, Чита) — военный деятель русской императорской армии, подполковник, участник русско-турецкой войны 1877-78 годов и русско-японской войны, член царского дома Каджаров. Считается одним из первых азербайджанцев-фотографов.

## Биография

### Ранние годы. Начало службы
Али-Кули-Мирза Каджар родился 2 мая 1854 года в городе Шуша в семье бывшего генерал-губернатора Азербайджана Бахмана Мирзы Каджара от его брака с Барда-ханум. По вероисповеданию мусульманин. Воспитывался в доме родителей. Окончил Тифлисский кадетский корпус.
24 марта 1875 года Али-Кули-Мирза вступил в службу корнетом с зачислением по армейской кавалерии и назначением состоять при Кавказской армии. 27 октября 1875 года был прикомандирован к 164-му пехотному Закатальскому полку.

### Русско-турецкая война
Принимал участие в Русско-турецкой войне 1877—1878 годов. С 12 апреля 1877 по 18 января 1878 года находился в походах против Турции в Пририонском крае. Участвовал в нескольких боях и сражениях: 12 апреля перешёл реку Чолок, а на следующий день принял участие в деле у Муха-Эстате. 29 апреля принял участие в атаке и взятии Хуцубанских высот, а 16 мая — в занятии высот Самеба и в деле у села Зенити. 29 мая участвовал в возведении батарей Цихисдзирских укреплений.
11 июня принял участие в атаке Цихисдзирских позиций турок, а 12 июня — в отражении атаки турок у Хуцубани. 1 августа участвовал в аванпостном деле у Муха-Эстате, а 12 августа — в отражении атаки турок на Муха-Эстатскую позицию. 22 августа произошла артиллерийская перестрелка у Муха-Эстате с участием Али-Кули-Мирзы, а 26-27 октября — артиллерийская перестрелка у Муха-Эстате и Хуцубани.
16 ноября участвовал в деле у Хуцубани, а 18 января 1878 года принял участие во второй атаке Цихисдзирской позиции. Во время этой атаки Али-Кули-Мирза Каджар был ранен в кисть левой руки.
За отличие против турок 10 февраля 1878 года был награждён орденом Святой Анны IV степени с надписью «За храбрость», а 25 апреля 1878 года был произведен в поручики.

### В Северском полку
Высочайшим приказом от 29 июня 1878 года состоящий по армейской кавалерии и при Кавказской армии корнет Али-Кули-Мирза Каджар был переведён в 17-й драгунский Северский Его Величества короля Датского полк, о чём сообщал 146-й номер газеты «Русский инвалид» от 1 июля 1878 года. 23 сентября 1878 года прибыл к новому месту службы.
10 августа 1885 года, выбив 187 квадратов на состязательной стрельбе, был удостоен приза в 74 рубля. Согласно составленному 16 марта 1886 года «Списку и аттестации персидским принцам, состоящим на службе в войсках Кавказского военного округа», сын персидского принца Бехмен-Мирзы поручик 45-го драгунского Северского полка Али-Кули-Мирза «нравственности очень хорошей, исполнителен по службе и относится к ней добросовестно».
С 12 октября по 4 ноября 1886 год и с 26 декабря 1886 по 22 февраля 1887 год временно командовал 4-м эскадроном полка. 24 февраля 1887 года произведен в штабс-ротмистры. Со 2 по 24 июля 1887 года временно командовал 6-м эскадроном полка. 23 декабря 1887 года был командирован в 3-е отделение кадра Кавказского кавалерийского запаса, а 11 сентября 1888 года вернулся в полк.
С 20 ноября 1888 года по 20 января 1889 года временно командовал 4-м эскадроном полка. 1 сентября 1889 года был назначен начальником полковой охотничьей команды, а 27 января 1890 — заведующим полковой учебной командой (7 февраля 1890 года принял должность).
4 ноября 1890 года был избран кандидатом в члены суда общества офицеров полка, а 18 ноября 1890 года — назначен заведующим полковой учебной командой (команду принял 20 ноября 1890 года). 23 ноября 1890 года сдал должность начальника полковой охотничьей команды.
30 августа 1891 года был командирован на 1 год в 3-е отделение кадра Кавказского кавалерийского запаса и в этот же день сдал командование полковой учебной командой, а 1 сентября 1891 года прибыл в отделение. 3 сентября 1892 года был откомандирован обратно в полк, куда прибыл 5 сентября 1892 года.
12 ноября 1892 года был избран членом суда общества офицеров полка. С 10 июня по 5 сентября 1893 года командовал 3-м эскадроном полка. 26 сентября 1893 года был командирован в переменный состав Офицерской кавалерийской школы, куда прибыл 1 октября 1893 года. 15 марта 1895 года произведен в ротмистры. 15 августа 1895 года окончил курс Офицерской кавалерийской школы по отделу эскадронных и сапёрных командиров с оценкой «успешно» и отчислен обратно в свой полк, куда прибыл 1 сентября 1895 года. 23 сентября 1895 года был назначен командующим 2-м эскадроном полка. С 1 декабря 1895 по 1 июня 1896 года состоял членом полкового суда.

### В Черниговском полку
16 сентября 1896 года был утвержден в должности командира 2-го эскадрона, а 18 сентября 1896 года — переведён на формирование 51-го драгунского Черниговского полка. К новому месту службы прибыл 24 сентября 1896 году.
Высочайшим приказом от 12 ноября 1896 года Али-Кули-мирза Каджар был переведен на службу в 51-й драгунский Черниговский (Её И. Выс. великой княгини Елизаветы Федоровны) полк. С 20 ноября 1896 по 20 мая 1897 года состоял членом полкового суда.
С 3 июля по 3 сентября 1898 года был командирован на Кавказские Минеральные Воды. С 6 октября 1898 по 7 января 1899 года состоял членом полкового суда. С 16 марта по 13 мая 1899 года командирован на станцию Бежица Рига-Орловской железной дороги. С 3 сентября по 7 декабря 1899 года, с 20 августа по 10 апреля 1901 года и с 1 апреля по 1 ноября 1902 года состоял членом полкового суда.
Служа в Черниговском полку в городе Орёл, Али-Кули-Мирза неоднократно удостаивался призов за первое место в состязаниях по стрельбе и конных скачках во время учений.
Высочайшим приказом от 28 февраля 1903 года ротмистр 51-го драгунского Черниговского полка Али-Кули-Мирза был произведен в подполковники со старшинством в чине с 28 ноября 1902 года).

### В Нежинском полку
12 марта 1903 года сдал командование эскадроном Её Высочества, а 14 июня 1903 года был прикомандирован к 52-му драгунскому Нежинскому полку. 16 июня 1903 года прибыл к новому месту службы. 25 июня 1903 года был назначен исполняющим должность помощника командира полка по строевой части. Высочайшим приказом от 26 июля 1903 года подполковник 51-го драгунского Черниговского пока Али-Кули-Мирза был переведен в 52-й драгунский Нежинский полк.
Принц Али-Кули-Мирза принимал участие в Русско-японской войне 1904—1905 годов. Как пишет в своих воспоминаниях «Он вернётся» сын Али-Кули-Мирзы Шамсаддин-Мирза Каджар, в то время его отец страдал от болезни сердца и проходил лечение. Но в ответ на предостережения жены, Али-Кули-Мирза ответил: «Сейчас не место для таких разговоров, больной человек должен был давно выйти в отставку. Если сейчас отступлю, скажут, что я испугался отправиться на войну…». «…Вместо меня в доме остается такой мужчина», — сказал затем Али-Кули-Мирза, погладив десятилетнего Шамсаддина по голове.
Эта военная кампания стала для него последней. В 1905 году в ходе обороны Порт-Артура получил серьёзное ранение. Он скончался в госпитале города Читы, откуда его тело было доставлено на Кавказ. По этому поводу газета «Тарджуман» от 18 февраля 1905 года писала:
Покровитель Общества Красного Креста Её Высочество Императрица Мария Фёдоровна сочла необходимым доставить тело покойного подполковника Принца Али-Кули-Мирзы Каджара за счёт Красного Креста на Кавказ до станции Евлах
Али-Кули-Мирза был похоронен рядом со своим отцом Бахман Мирзой Каджаром в мавзолее на кладбище Имамзаде в городе Барда.
В РГВИА сохранились два послужных списка принца Али-Кули-Мирзы, составленные 5 марта 1886 года и в 1903 году (с дополнениями).

## Награды
В послужном списке 1886 года Али-Кули-Мирзы Каджара упоминаются орден Святой Анны IV степени с надписью «За храбрость» и светло-бронзовая медаль в память Русско-турецкой войны 1877-1878 гг. Помимо этих наград на сохранившихся фотографиях принца Али-Кули-Мирзы изображены ордена Святого Станислава III и II степеней, Святой Анны III степени, Святого Владимира IV степени, персидский орден Льва и Солнца IV степени и звезда бухарского ордена Золотой Восходящей Звезды.

## Семья и потомки
- Жена — Сара (Ситтара)-бегим (Саре Бегум Измайлова), дочь купца Ага-Али Алескера Исмаилова. Получила европейское образование. Свободно владела (в дальнейшем преподавала) азербайджанским, французским, фарсидским и русским языками[13]. У семейной пары было три сына и одна дочь[12]. В 1906 году Ситтара привезла своих детей, Шамси и Овейса и племянника Тофика, в Петербург на учёбу[13].
  - Сын — Шамсаддин (Шамси)-мирза (Шамсудин-Мирза; 23 июля 1894[12] — 1979), в 1917 году окончил Императорское училище правоведения (предпоследний — 78-й выпуск). После возвращения из Петрограда остался жить и работать в Тбилиси, где и скончался в возрасте 85 лет в 1979 году[4]. В 1951 году написал воспоминания о своём отце «Он вернётся», которые были опубликованы в 1990 году в ежемесячном литературно-художественном журнале «Литературный Азербайджан»[14];
    - Внучка — Иззет (род. 1924)[15], единственная дочь Шамси Каджара, проживала в Тбилиси, работала врачом[13].

  - Сын — Султан-Овейс-Мирза (22 декабря 1896[12], Тифлис — 14 апреля 1931, Баку[14]), перевелся из Императорского училища правоведения в Петроградский политехнический институт. Позднее работал в Баку радиоинженером в редакции газеты «Коммунист». Умер от туберкулёза в 1931 году[13];
    - Внук — Чингиз Каджар (род. 1929, Баку), доктор физико-математических наук, Заслуженный деятель науки Азербайджанской ССР[16].

  - Сын — Мурад-мирза[12] (умер в детстве, в 5 лет[13]);
  - Дочь — Иззет-ханум[12] (умерла в детстве, в 7 лет[13]).

Жена и дети Али-Кули-Мирзы Каджара были мусульманами. Несмотря на знание французского и русского языков, в семье разговаривал на родном азербайджанском языке.

## Увлечения
Али-Кули-Мирза был человеком незаурядным. Кроме военной службы он серьёзно занимался различного рода ремеслами, среди которых на первом месте стоит искусство фотографии. Ряд авторов называют Принца Али-Кули-Мирзу одним из первых в Российской империи азербайджанцев-фотографов, достигшим в этой области высокого художественного уровня, о чём сообщает и сын Али-Кули-Мирзы Шамси Каджар в предисловии к своим «Воспоминаниям» об отце. Али-Кули-Мирза Каджар является автором ряда фотографий членов семьи Бахман Мирзы Каджара, хранящихся в архивах Тбилиси, Баку и Санкт-Петербурга. Некоторые же фотографии Каджара отражают отдельные моменты биографии Али-Кули-Мирзы, раскрывая мир семьи офицера.